# Clatrosansonia circumserrata
Clatrosansonia circumserrata is een slakkensoort uit de familie van de Pickworthiidae. De wetenschappelijke naam van de soort is voor het eerst geldig gepubliceerd in 2002 door Raines.